# Soela väin
Soela väin – cieśnina w zachodniej Estonii. Łączy wody cieśniny Väinameri z otwartą częścią Morza Bałtyckiego. Oddziela ona wyspy Hiuma i Sarema. Ma ona około 6 km szerokości i składa się z kilku wąskich kanałów o głębokości 2-3 metry.